# Nobuya Hoshino
Nobuya Hoshino, född 1938, död den 22 februari 2020, var en japansk bordtennisspelare och världsmästare i mixed dubbel och lag. 
Under sin karriär tog han 4 medaljer i bordtennis-VM, 1 guld, 2 silver och 1 brons.
Hoshino var högerhänt och spelade med pennskaftsfattning.
1961 ansågs han vara världens bästa topspinspelare.

## Meriter
- Bordtennis VM
  - 1959 i Dortmund
    - kvartsfinal dubbel
    - kvartsfinal mixed dubbel
    - 1:a plats med det japanska laget

  - 1961 i Peking
    - 1:a plats dubbel (med Koji Kimura)
    - 3:e plats mixed dubbel (med Masako Seki)
    - 2:a plats med det japanska laget

- Asian Championship TTFA
  - 1960 i Bombay
    - 2:a plats dubbel
    - 1:a plats med det japanska laget